# Chewelah
Chewelah est une ville située au centre du comté de Stevens , dans l'État de Washington, aux États-Unis,. Elle est incorporée en 1903.

## Démographie
Lors du recensement de 2010, la ville comptait une population de 2 607 habitants. Elle est estimée, en 2017, à 2 637 habitants.

### Source de la traduction
- (en) Cet article est partiellement ou en totalité issu de l’article de Wikipédia en anglais intitulé « Chewelah, Washington » (voir la liste des auteurs).